# Liste der Richter am Internationalen Gerichtshof

Der Friedenspalast in Den Haag, Sitz des Internationalen Gerichtshofs

Die Liste der Richter am Internationalen Gerichtshof enthält alle 108 Personen, die mit Stand von November 2023, dem Zeitpunkt der letzten Wahl, als regulär gewählte Richter am Internationalen Gerichtshof tätig waren oder sind. Nicht aufgeführt sind Richter, die entsprechend den Statuten des Gerichts in einzelnen Fällen ad hoc auf Antrag eines beteiligten Landes hinzugezogen wurden.
Die Tabelle ist innerhalb der Spalten sortierbar, so dass verschiedene Darstellungen wie beispielsweise eine Anordnung nach dem Beginn der Amtszeit beziehungsweise einer Präsidentschaft oder eine Gruppierung nach den Herkunftsländern möglich ist. Die Namen der 15 aktuell amtierenden Richter sind durch Fettsatz hervorgehoben, das turnusgemäße Ende ihrer Amtszeit ist in Klammern angegeben.

## Auswahl der Richter

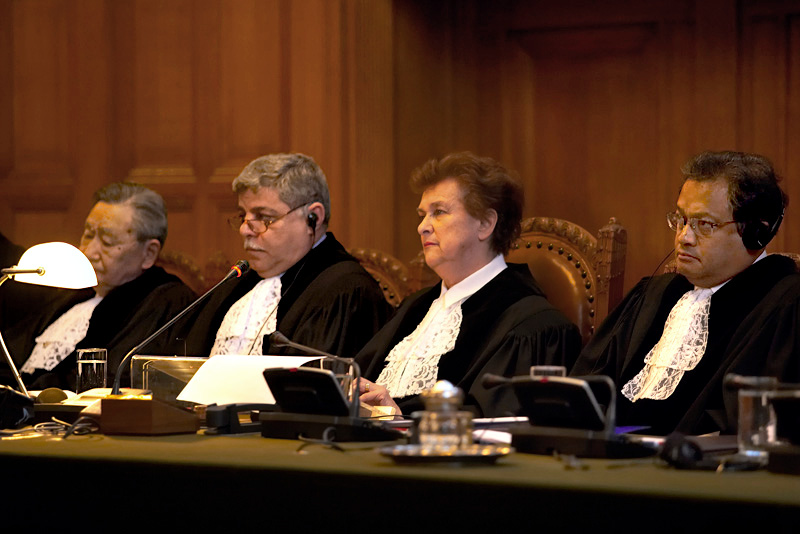
Richter Shi Jiuyong, Aun Schaukat al-Chasauneh, Rosalyn Higgins und Raymond Ranjeva in einer Sitzung anlässlich des 60. Jahrestages der Gründung des Internationalen Gerichtshofs

Der Internationale Gerichtshof, das Hauptrechtsprechungsorgan der Vereinten Nationen, besteht aus 15 Richtern, die für einen Zeitraum von neun Jahren gewählt werden. Von den Richtern, die nach der Gründung des Gerichts ab 1946 amtierten, wurden davon abweichend jeweils fünf für eine erste Amtszeit von drei, sechs beziehungsweise neun Jahren gewählt, um in der Folgezeit eine gestaffelte Nach- beziehungsweise Wiederwahl zu ermöglichen. Die Wahl erfolgt durch die Generalversammlung der Vereinten Nationen und den UN-Sicherheitsrat auf der Grundlage von Vorschlägen durch die Mitglieder des Ständigen Schiedshofs. Alle drei Jahre finden Wahlen für jeweils ein Drittel der Richter statt, eine Wiederwahl für bis zu zwei weitere Amtszeiten ist möglich.
Persönliche Voraussetzungen der Kandidaten sind das Vorliegen der Qualifikation für das höchste richterliche Amt in ihrem Heimatland oder eine ausgewiesene Kompetenz im Bereich des internationalen Rechts. Keine zwei Richter, die zur gleichen Zeit am Gericht wirken, dürfen aus demselben Land stammen. Durch die Auswahl der Richter sollen die verschiedenen Kultur- und Rechtskreise in der Welt angemessen repräsentiert werden. Die Abwahl eines Richters ist nur durch einstimmigen Beschluss der anderen Richter möglich, in der bisherigen Praxis des Gerichts jedoch noch nie erfolgt.
Verschiedene Prinzipien bei der Auswahl sind nicht durch das Statut des Gerichtshofs vorgegeben, aber durch gewohnheitsmäßigen Gebrauch beziehungsweise aufgrund von Traditionen etabliert. So folgt einem Richter, der vor Ablauf seiner Amtszeit verstirbt, in der Regel ein Kandidat gleicher Nationalität bis zum turnusmäßigen Ende der Amtsdauer des verstorbenen Amtsinhabers. Ebenfalls langjährige Praxis ist eine ausgeglichene Vertretung der verschiedenen Weltregionen sowie die Berücksichtigung weiterer geopolitischer Gegebenheiten bei der Besetzung des Gerichts. Dies war insbesondere während des Kalten Krieges, also in der Zeit zwischen dem Ende des Zweiten Weltkrieges und dem Ende des Ostblocks um 1989/1990, von Bedeutung.
Von den fünf ständigen Mitgliedern des UN-Sicherheitsrates waren die Vereinigten Staaten und Frankreich seit der Gründung des Gerichtshofs sowie die Volksrepublik China seit 1985 stets durch einen Richter vertreten. Dies galt von 1946 bis 2018 auch für Großbritannien. Bei den Wahlen im November 2017 scheiterte die Kandidatur des britischen Amtsinhabers Christopher Greenwood für eine Wiederwahl, da er zwar von einer Mehrheit der Mitglieder des UN-Sicherheitsrates unterstützt wurde, in der UN-Generalversammlung aber dem indischen Kandidaten Dalveer Bhandari unterlegen war. Nach mehreren erfolglosen Wahlrunden zog die britische UN-Mission seine Kandidatur zugunsten von Dalveer Bhandari zurück. Russland beziehungsweise die Sowjetunion war ab der Gründung bis 2024 stets mit einem Richter vertreten, bis Kirill Gorazijewitsch Geworgjan im November 2023 nicht wiedergewählt wurde.

## Liste der Richter
| Herkunftsland          | Name                                         | Amtszeit             | Präsident | Vizepräsident |
| ---------------------- | -------------------------------------------- | -------------------- | --------- | ------------- |
| El Salvador            | José Gustavo Guerrero (1876–1958)            | 1946–1958            | 1946–1949 | 1949–1955     |
| Frankreich             | Jules Basdevant (1877–1968)                  | 1946–1964            | 1949–1952 | 1946–1949     |
| Chile                  | Alejandro Álvarez (1868–1960)                | 1946–1955            |           |               |
| Mexiko                 | Isidro Fabela (1882–1964)                    | 1946–1952            |           |               |
| Vereinigte Staaten     | Green H. Hackworth (1883–1973)               | 1946–1961            | 1955–1958 |               |
| Volksrepublik Polen    | Bohdan Winiarski (1884–1969)                 | 1946–1967            | 1961–1964 |               |
| Jugoslawien            | Milovan Zoričić (1884–1971)                  | 1946–1958            |           |               |
| Belgien                | Charles De Visscher (1884–1973)              | 1946–1952            |           |               |
| Vereinigtes Königreich | Arnold McNair (1885–1975)                    | 1946–1955            | 1952–1955 |               |
| Norwegen               | Helge Klæstad (1885–1965)                    | 1946–1961            | 1958–1961 |               |
| Ägypten                | Abdul Hamid Badawi (1887–1965)               | 1946–1965            |           | 1955–1958     |
| Sowjetunion            | Sergei Krylow (1888–1958)                    | 1946–1952            |           |               |
| Kanada                 | John Read (1888–1973)                        | 1946–1958            |           |               |
| Republik China         | Hsu Mo (1893–1956)                           | 1946–1956            |           |               |
| Brasilien              | Philadelpho Azevedo (1894–1951)              | 1946–1951            |           |               |
| Brasilien              | Levi Carneiro (1882–1971)                    | 1951–1955            |           |               |
| Indien                 | Benegal Narsing Rau (1887–1953)              | 1952–1953            |           |               |
| Uruguay                | Enrique Armand-Ugón (1893–1984)              | 1952–1961            |           |               |
| Sowjetunion            | Sergei Golunski (1895–1962)                  | 1952–1953            |           |               |
| Sowjetunion            | Fjodor Koschewnikow (1903–1998)              | 1953–1961            |           |               |
| Pakistan               | Muhammad Zafrullah Khan (1893–1985)          | 1954–1961; 1964–1973 | 1970–1973 | 1958–1961     |
| Vereinigtes Königreich | Hersch Lauterpacht (1897–1960)               | 1955–1960            |           |               |
| Argentinien            | Lucio Moreno Quintana (1898–1979)            | 1955–1964            |           |               |
| Mexiko                 | Roberto Córdova (1899–1967)                  | 1955–1964            |           |               |
| Republik China         | Wellington Koo (1887–1985)                   | 1957–1967            |           | 1964–1967     |
| Griechenland           | Jean Spiropoulos (1896–1972)                 | 1958–1967            |           |               |
| Australien             | Percy Spender (1897–1985)                    | 1958–1967            | 1964–1967 |               |
| Panama                 | Ricardo J. Alfaro (1882–1971)                | 1959–1964            |           | 1961–1964     |
| Vereinigtes Königreich | Gerald Fitzmaurice (1901–1982)               | 1960–1973            |           |               |
| Sowjetunion            | Wladimir Korezki (1890–1984)                 | 1961–1970            |           | 1967–1970     |
| Japan                  | Tanaka Kōtarō (1890–1974)                    | 1961–1970            |           |               |
| Peru                   | José Luis Bustamante y Rivero (1894–1989)    | 1961–1970            | 1967–1970 |               |
| Vereinigte Staaten     | Philip Jessup (1897–1986)                    | 1961–1970            |           |               |
| Italien                | Gaetano Morelli (1900–1989)                  | 1961–1970            |           |               |
| Mexiko                 | Luis Padilla Nervo (1894–1985)               | 1964–1973            |           |               |
| Senegal                | Isaac Forster (1903–1984)                    | 1964–1982            |           |               |
| Frankreich             | André Gros (1908–2003)                       | 1964–1982            |           |               |
| Libanon                | Fouad Ammoun (1899–1977)                     | 1965–1976            |           | 1970–1976     |
| Philippinen            | Cesar Bengzon (1896–1992)                    | 1967–1976            |           |               |
| Schweden               | Sture Petrén (1908–1976)                     | 1967–1976            |           |               |
| Polen                  | Manfred Lachs (1914–1993)                    | 1967–1993            | 1973–1976 |               |
| Nigeria                | Charles Onyeama (1917–1999)                  | 1967–1976            |           |               |
| Vereinigte Staaten     | Hardy Cross Dillard (1902–1982)              | 1970–1979            |           |               |
| Dahomey / Benin        | Louis Ignacio-Pinto (1903–1984)              | 1970–1979            |           |               |
| Spanien                | Federico de Castro (1903–1983)               | 1970–1979            |           |               |
| Sowjetunion            | Platon Morosow (1906–1986)                   | 1970–1985            |           |               |
| Uruguay                | Eduardo Jiménez de Aréchaga (1918–1994)      | 1970–1979            | 1976–1979 |               |
| Vereinigtes Königreich | Humphrey Waldock (1904–1981)                 | 1973–1981            | 1979–1981 |               |
| Indien                 | Nagendra Singh (1914–1988)                   | 1973–1988            | 1985–1988 | 1976–1979     |
| Argentinien            | José María Ruda (1924–1994)                  | 1973–1991            | 1988–1991 |               |
| Deutschland            | Hermann Mosler (1912–2001)                   | 1976–1985            |           |               |
| Nigeria                | Taslim Olawale Elias (1914–1991)             | 1976–1991            | 1982–1985 | 1979–1982     |
| Syrien                 | Salah El Dine Tarazi (1917–1980)             | 1976–1980            |           |               |
| Japan                  | Shigeru Oda (* 1924)                         | 1976–2003            |           | 1991–1994     |
| Italien                | Roberto Ago (1907–1995)                      | 1979–1995            |           |               |
| Ägypten                | Abdullah Ali El-Erian (1920–1981)            | 1979–1981            |           |               |
| Brasilien              | José Sette Câmara (1920–2002)                | 1979–1988            |           | 1982–1985     |
| Vereinigte Staaten     | Richard R. Baxter (1921–1980)                | 1979–1980            |           |               |
| Syrien                 | Abdallah Fikri El-Khani (1925–?)             | 1981–1985            |           |               |
| Vereinigte Staaten     | Stephen M. Schwebel (* 1929)                 | 1981–2000            | 1997–2000 | 1994–1997     |
| Vereinigtes Königreich | Robert Yewdall Jennings (1913–2004)          | 1982–1995            | 1991–1994 |               |
| Frankreich             | Guy Ladreit de Lacharrière (1919–1987)       | 1982–1987            |           | 1985–1987     |
| Senegal                | Kéba Mbaye (1924–2007)                       | 1982–1991            |           | 1987–1991     |
| Algerien               | Mohammed Bedjaoui (* 1929)                   | 1982–2001            | 1994–1997 |               |
| Volksrepublik China    | Ni Zhengyu (1906–2003)                       | 1985–1994            |           |               |
| Norwegen               | Jens Evensen (1917–2004)                     | 1985–1994            |           |               |
| Sowjetunion / Russland | Nikolai Tarassow (1923–1994)                 | 1985–1994            |           |               |
| Frankreich             | Gilbert Guillaume (* 1930)                   | 1987–2005            | 2000–2003 |               |
| Guyana                 | Mohamed Shahabuddeen (1931–2018)             | 1988–1997            |           |               |
| Indien                 | Raghunandan Swarup Pathak (1924–2007)        | 1989–1991            |           |               |
| Venezuela              | Andrés Aguilar Mawdsley (1924–1995)          | 1991–1995            |           |               |
| Sri Lanka              | Christopher Weeramantry (1926–2017)          | 1991–2000            |           | 1997–2000     |
| Madagaskar             | Raymond Ranjeva (* 1942)                     | 1991–2009            |           | 2003–2006     |
| Nigeria                | Bola Ajibola (1934–2023)                     | 1991–1994            |           |               |
| Ungarn                 | Géza Herczegh (1928–2010)                    | 1993–2003            |           |               |
| Volksrepublik China    | Shi Jiuyong (1926–2022)                      | 1994–2010            | 2003–2006 | 2000–2003     |
| Deutschland            | Carl-August Fleischhauer (1930–2005)         | 1994–2003            |           |               |
| Sierra Leone           | Abdul Gadrie Koroma (* 1943)                 | 1994–2012            |           |               |
| Russland               | Wladlen Wereschtschetin (1932–2024)          | 1994–2006            |           |               |
| Italien                | Luigi Ferrari Bravo (1933–2016)              | 1995–1997            |           |               |
| Vereinigtes Königreich | Rosalyn Higgins (* 1937)                     | 1995–2009            | 2006–2009 |               |
| Venezuela              | Gonzalo Parra-Aranguren (1928–2016)          | 1996–2009            |           |               |
| Niederlande            | Pieter Kooijmans (1933–2013)                 | 1997–2006            |           |               |
| Brasilien              | Francisco Rezek (* 1944)                     | 1997–2006            |           |               |
| Jordanien              | Aun Schaukat al-Chasauneh (* 1950)           | 2000–2011            |           | 2006–2009     |
| Vereinigte Staaten     | Thomas Buergenthal (1934–2023)               | 2000–2010            |           |               |
| Ägypten                | Nabil Elaraby (1935–2024)                    | 2001–2006            |           |               |
| Japan                  | Hisashi Owada (* 1932)                       | 2003–2018            | 2009–2012 |               |
| Deutschland            | Bruno Simma (* 1941)                         | 2003–2012            |           |               |
| Slowakei               | Peter Tomka (* 1956)                         | 2003–(2030)          | 2012–2015 | 2009–2012     |
| Frankreich             | Ronny Abraham (* 1951)                       | 2005–(2027)          | 2015–2018 |               |
| Neuseeland             | Kenneth Keith (* 1937)                       | 2006–2015            |           |               |
| Mexiko                 | Bernardo Sepúlveda Amor (* 1941)             | 2006–2015            |           | 2012–2015     |
| Marokko                | Mohamed Bennouna (* 1943)                    | 2006–2024            |           |               |
| Russland               | Leonid Skotnikow (* 1951)                    | 2006–2015            |           |               |
| Vereinigtes Königreich | Christopher Greenwood (* 1955)               | 2009–2018            |           |               |
| Somalia                | Abdulqawi Ahmed Yusuf (* 1948)               | 2009–(2027)          | 2018–2021 | 2015–2018     |
| Brasilien              | Antônio Augusto Cançado Trindade (1947–2022) | 2009–2022            |           |               |
| Volksrepublik China    | Xue Hanqin (* 1955)                          | 2010–(2030)          |           | 2018–2021     |
| Vereinigte Staaten     | Joan E. Donoghue (* 1956)                    | 2010–2024            | 2021–2024 |               |
| Italien                | Giorgio Gaja (* 1939)                        | 2012–2021            |           |               |
| Uganda                 | Julia Sebutinde (* 1954)                     | 2012–(2030)          |           |               |
| Indien                 | Dalveer Bhandari (* 1947)                    | 2012–(2027)          |           |               |
| Australien             | James Crawford (1948–2021)                   | 2015–2021            |           |               |
| Russland               | Kirill Geworgjan (* 1953)                    | 2015–2024            |           | 2021–2024     |
| Jamaika                | Patrick Robinson (* 1944)                    | 2015–2024            |           |               |
| Libanon                | Nawaf Salam (* 1953)                         | 2018–(2027)          |           |               |
| Japan                  | Yūji Iwasawa (* 1954)                        | 2018–(2030)          |           |               |
| Deutschland            | Georg Nolte (* 1959)                         | 2021–(2030)          |           |               |
| Australien             | Hilary Charlesworth (* 1955)                 | 2021–(2033)          |           |               |
| Brasilien              | Leonardo Nemer Caldeira Brant (* 1966)       | 2022–(2027)          |           |               |
| Rumänien               | Bogdan Aurescu (* 1973)                      | 2024–(2033)          |           |               |
| Mexiko                 | Juan Manuel Gómez Robledo (* 1959)           | 2024–(2033)          |           |               |
| Vereinigte Staaten     | Sarah Cleveland (* 1965)                     | 2024–(2033)          |           |               |
| Südafrika              | Dire Tladi (* 1975)                          | 2024–(2033)          |           |               |